# Чешка Липа
Чешка Липа (чеш. Česká Lípa) град је у Чешкој Републици. Чешка Липа је трећи по величини град управне јединице Либеречки крај, у оквиру којег је седиште засебног округа Чешка Липа.

## Географија
Чешка Липа се налази у северном делу Чешке републике. Град се налази 95 км северно од главног града Прага, а од првог већег града, Либереца, 50 км западно.
Чешка Липа налази се на прелазу између две историјске покрајине, Бохемије и Лужице. Град лежи на северу Средњочешке котлине, на приближно 260 м надморске висине.

## Историја
Подручје Чешке Липе било је насељено још у доба праисторије. Насеље под данашњим називом први пут се у писаним документима спомиње у 1263. године, а насеље је 1381. године добило градска права. Већ тада су град и околина били махом насељени Немцима.
Године 1919. Чешка Липа је постала део новоосноване Чехословачке. 1938. године Чешка Липа, као насеље са немачком већином, је оцепљено од Чехословачке и припојено Трећем рајху у склопу Судетских области. После Другог светског рата месни Немци су се присилно иселили из града у матицу. У време комунизма град је нагло индустријализован. После осамостаљења Чешке дошло је до опадања активности тешке индустрије и до проблема са преструктурирањем привреде.

## Становништво
Чешка Липа данас има око 38.000 становника и последњих година број становника у граду лагано расте. Поред Чеха у граду живе Словаци и Роми.

## Галерија
- Градска већница
- "Црвени дом“
- Сабор рођења пресвете Богородице
- Здање месног суда